# 第78回全国高等学校サッカー選手権大会
第78回全国高等学校サッカー選手権大会は、1999年12月30日から2000年1月8日まで10日間にわたって行われた全国高等学校サッカー選手権大会である。千葉県の市立船橋が、全試合無失点の堅守を誇り優勝した。

## 概要
- キャッチフレーズ GOOOOOAL!

### 日程
- 開会式・開幕戦　12月30日
- 1回戦　12月31日
- 2回戦　1月2日
- 3回戦　1月3日
- 準々決勝　1月5日
- 準決勝　　1月7日
- 決勝　1月8日

### 使用会場
- 国立競技場（開幕戦・準決勝・決勝）
- 千葉県総合運動場陸上競技場（1回戦 - 準々決勝）
- 埼玉県大宮公園サッカー場（1回戦 - 準々決勝）
- 駒沢オリンピック公園陸上競技場（1回戦 - 3回戦）
- 三ツ沢公園球技場（1回戦 - 3回戦）
- 西が丘サッカー場（1回戦 - 2回戦）
- 等々力陸上競技場（1回戦 - 2回戦）
- 習志野市秋津サッカー場（1回戦 - 2回戦）
- 川越運動公園陸上競技場（1回戦 - 2回戦）

### レギュレーションの変更点
今大会より、国立霞ヶ丘陸上競技場での開会式に引き続き開幕試合を行うようになった。この年は組み合わせ抽選により、東京都（開催地特例で2校選出）のうちの1チームの試合を割り当てた（このため、12月31日開催の1回戦残りの試合で、1試合のみの開催となった会場がある）。

## 代表校
| 地区   | 代表校       | 出場回数      |
| ------ | ------------ | ------------- |
| 北海道 | 室蘭大谷     | 6年連続25回目 |
| 青森   | 青森山田     | 3年連続5回目  |
| 岩手   | 大船渡       | 2年ぶり3回目  |
| 宮城   | 仙台育英学園 | 2年ぶり27回目 |
| 秋田   | 秋田商       | 3年連続32回目 |
| 山形   | 山形中央     | 2年連続4回目  |
| 福島   | 磐城         | 6年ぶり5回目  |
| 茨城   | 鹿島         | 2年連続3回目  |
| 栃木   | 真岡         | 4年ぶり8回目  |
| 群馬   | 前橋育英     | 2年連続9回目  |
| 埼玉   | 武南         | 6年ぶり10回目 |
| 千葉   | 市立船橋     | 3年ぶり11回目 |
| 東京A  | 帝京         | 3年連続29回目 |
| 東京B  | 国学院久我山 | 3年ぶり2回目  |
| 神奈川 | 日大藤沢     | 13年ぶり2回目 |
| 新潟   | 新潟明訓     | 4年ぶり5回目  |
| 富山   | 富山第一     | 2年ぶり15回目 |
| 石川   | 星稜         | 2年ぶり10回目 |
| 福井   | 丸岡         | 8年連続14回目 |
| 山梨   | 韮崎         | 2年連続30回目 |
| 長野   | 松商学園     | 2年連続6回目  |
| 岐阜   | 岐阜工       | 3年連続16回目 |
| 静岡   | 静岡学園     | 3年ぶり6回目  |
| 愛知   | 東邦         | 初出場        |

| 地区   | 代表校       | 出場回数       |
| ------ | ------------ | -------------- |
| 三重   | 四日市中央工 | 2年連続21回目  |
| 滋賀   | 草津東       | 3年連続4回目   |
| 京都   | 久御山       | 初出場         |
| 大阪   | 関西大第一   | 2年ぶり2回目   |
| 兵庫   | 神戸弘陵学園 | 3年ぶり6回目   |
| 奈良   | 奈良育英     | 4年連続8回目   |
| 和歌山 | 初芝橋本     | 2年連続5回目   |
| 鳥取   | 境           | 初出場         |
| 島根   | 淞南学園     | 3年ぶり2回目   |
| 岡山   | 作陽         | 3年ぶり11回目  |
| 広島   | 山陽         | 7年ぶり7回目   |
| 山口   | 多々良学園   | 7年連続12回目  |
| 徳島   | 徳島商       | 3年ぶり31回目  |
| 香川   | 高松北       | 3年ぶり3回目   |
| 愛媛   | 新居浜工     | 2年ぶり2回目   |
| 高知   | 土佐         | 初出場         |
| 福岡   | 東福岡       | 3年連続8回目   |
| 佐賀   | 佐賀北       | 28年ぶり2回目  |
| 長崎   | 国見         | 14年連続14回目 |
| 熊本   | 大津         | 2年ぶり5回目   |
| 大分   | 大分鶴崎     | 9年ぶり3回目   |
| 宮崎   | 日章学園     | 3年ぶり2回目   |
| 鹿児島 | 鹿児島実     | 2年ぶり17回目  |
| 沖縄   | 具志川       | 初出場         |

## 試合結果

### 1回戦
国立競技場（開幕戦）
- 国学院久我山 2 - 1 具志川

千葉総合運動場陸上競技場
- 市立船橋 2 - 0 徳島商
- 仙台育英学園 7 - 2 土佐

西が丘サッカー場
- 秋田商 2 - 0 境

川越運動公園陸上競技場
- 青森山田 1 - 0 高松北
- 韮崎 1 - 4 奈良育英

等々力陸上競技場
- 室蘭大谷 0 - 4 初芝橋本
- 大船渡 1 - 2 多々良学園

習志野市秋津サッカー場
- 山形中央 0 - 1 大分鶴崎
- 新潟明訓 0 - 3 大津

県営大宮公園サッカー場
- 武南 2 - 2 （4 PK 5） 久御山
- 東邦 1 - 1 （3 PK 4） 作陽

三ツ沢公園球技場
- 松商学園 0 - 4 鹿児島実
- 岐阜工 0 - 3 国見

駒沢陸上競技場
- 星稜 3 - 1 日章学園
- 丸岡 2 - 1 四日市中央工

### 2回戦
駒沢陸上競技場
- 初芝橋本 1 - 0 多々良学園
- 山陽 0 - 5 前橋育英

西が丘サッカー場
- 関西大第一 1 - 2 帝京
- 星稜 3 - 2 丸岡

県営大宮公園サッカー場
- 青森山田 2 - 2（5 PK 6） 奈良育英
- 静岡学園 2 - 0 佐賀北

川越運動公園陸上競技場
- 久御山 3 - 2 作陽
- 鹿島 0 - 2 草津東

等々力陸上競技場
- 真岡 1 - 0 新居浜工
- 鹿児島実 2 - 0 国見

三ツ沢公園球技場
- 日大藤沢 1 - 0 淞南学園
- 秋田商 2 - 1 国学院久我山

千葉総合運動場陸上競技場
- 市立船橋 2 - 0 仙台育英学園
- 東福岡 3 - 0 磐城

習志野市秋津サッカー場
- 神戸弘陵 0 - 5 富山第一
- 大分鶴崎 4 - 0 大津

### 3回戦
駒沢陸上競技場
- 星稜 0 - 2 帝京
- 初芝橋本 2 - 5 前橋育英

県営大宮公園サッカー場
- 久御山 0 - 0（2 PK 4） 草津東
- 静岡学園 3 - 1 奈良育英

三ツ沢公園球技場
- 秋田商 1 - 1（3 PK 4） 日大藤沢
- 真岡 1 - 3 鹿児島実

千葉総合運動場陸上競技場
- 東福岡 0 - 3 市立船橋
- 富山第一 4 - 2 大分鶴崎

### 準々決勝
千葉総合運動場陸上競技場
- 市立船橋 6 - 0 日大藤沢
- 静岡学園 2 - 3 前橋育英

県営大宮公園サッカー場
- 富山第一 2 - 2（3 PK 1） 草津東
- 鹿児島実 2 - 1 帝京

### 準決勝
| 2000年1月7日 |

| 市立船橋 | 0 - 0 4 PK 2 | 前橋育英 |
|          |              |          |

| 国立霞ヶ丘競技場陸上競技場 |

| 2000年1月7日 |

| 富山第一 | 1 - 4 | 鹿児島実 |
|          |       |          |

| 国立霞ヶ丘陸上競技場 |

### 決勝
| 2000年1月8日 |

| 市立船橋 | 2 - 0 | 鹿児島実 |
|          |       |          |

| 国立霞ヶ丘陸上競技場 |

## 得点王
- 石黒智久（富山第一） 9得点

## 主な出場選手
- 上野秀章（室蘭大谷）
- 中田洋介（大船渡）
- 芳賀博信（仙台育英学園）
- 熊林親吾（秋田商）
- 清野智秋（秋田商）
- 岩丸史也（前橋育英）
- 佐藤正美（前橋育英）
- 青木剛（前橋育英）
- 松下裕樹（前橋育英）
- 茂原岳人（前橋育英）
- 黒河貴矢（市立船橋）
- 羽田憲司（市立船橋）
- 原竜太（市立船橋）
- 中澤聡太（市立船橋）
- 永井俊太（市立船橋）
- 矢野隼人（帝京）
- 田中達也（帝京）

- 西野泰正（富山第一）
- 山崎雅人（久御山）
- 北本久仁衛（奈良育英）
- 西嶋弘之（奈良育英）
- 平島崇（初芝橋本）
- 高松大樹（多々良学園）
- 山形恭平（東福岡）
- 木藤健太（国見）
- 小森田友明（国見）
- 大久保嘉人（国見）
- 松橋章太（国見）
- 徳重健太（国見）
- 徳永悠平（国見）
- 松井大輔（鹿児島実）
- 那須大亮（鹿児島実）
- 田原豊（鹿児島実）
- 諏訪園一吉（鹿児島実）